# Jocuri de noroc online în România
Jocurile de noroc online se referă la toate tipurile de pariuri efectuate prin intermediul internetului. Acestea includ (și nu sunt limitate la) sloturi, pariuri sportive sau jocuri clasice de cazino (ruletă, blackjack, baccarat, etc.). 

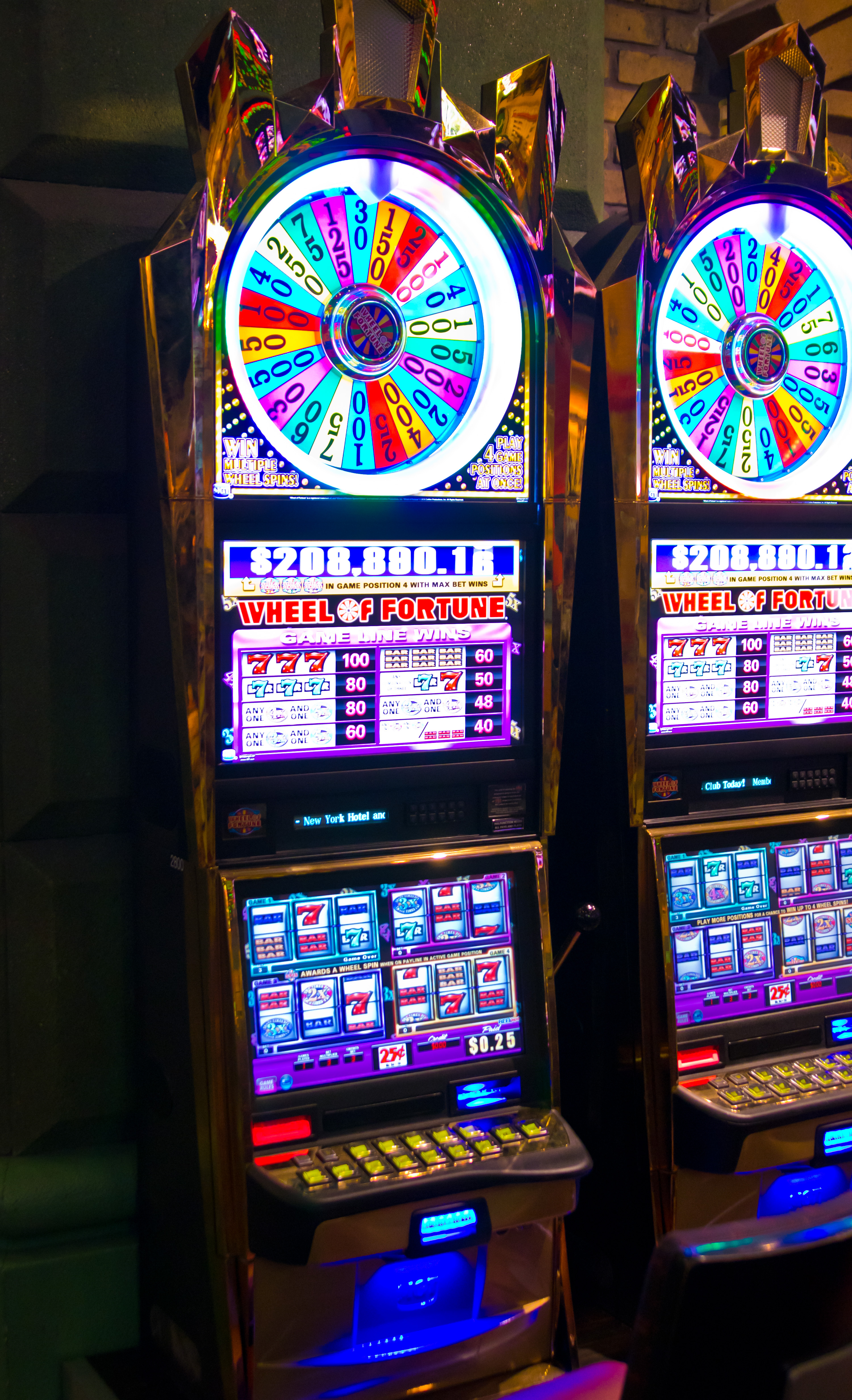
Aparate de tip slot clasice

Istoria jocurilor de noroc online a început încă din 1994, când Microgaming a dezvoltat primul program de jocuri de noroc. Acest software permitea, pentru prima dată, tranzacții online sigure. În același an s-au deschis și primele cazinouri online din lume. Astăzi, această industrie atinge o valoare de piață internațională de peste 60 miliarde de dolari. 
Primul cazino online oficial și reglementat de către Guvernul României a fost Netbet, primind prima licență de funcționare din industrie pe data de 1 iulie 2016. În momentul actual, România recunoaște și reglementează prin licențe oferite de către guvern peste 30 de operatori online.
Pe baza unei cercetări efectuate în anul 2016 de către GFK România, între 0.5% și 2% persoane adulte din populația României erau pasionate de jocuri de noroc. În mod cert, acest număr s-a mărit în ultimii ani, având în vedere că jocurile de noroc online încă sunt în plină dezvoltare pe spațiul României.
Dintr-o perspectivă europeană, cazinourile (online sau terestre) de pe teritoriul României au avut venituri sub medie în anul 2022, de aproximativ 1 miliard EUR. Comparativ, țări precum Italia și Spania au înregistrat venituri de aproximativ 16 miliarde EUR, respectiv 7 miliarde EUR în același an. Cu toate acestea, activitățile specifice unui cazino pe spațiul României s-au ținut în proporție de 65% în mediul online, acest procent fiind întrecut numai de Suedia (80%), Letonia (75%) și Lituania (67%).
Operatorii online, cât și terții lor afiliați de pe spațiul României sunt reglementați de către Oficiul Național pentru Jocuri de Noroc (ONJN), o instituție cu personalitate juridică în subordinea guvernului.
Pentru ca un cazino să fie licențiat pe spațiul României, trebuie mai întâi să plătească o taxă de 100.000 EUR către Guvernul României, aceasta fiind numită o taxă de autorizație. Apoi, cazinoul va fi nevoit să-și adapteze platforma la cerințele ONJN, ceea ce înseamnă că va trebui să aibă numărul de licență prezent pe pagină și să plătească drept taxă un anumit procent din căștigurile sale. Totodată, site-ul cazinoului în speță va fi nevoit să aibă măsuri de securitate avansate pe platformă, pentru a proteja clienții.

## Istorie

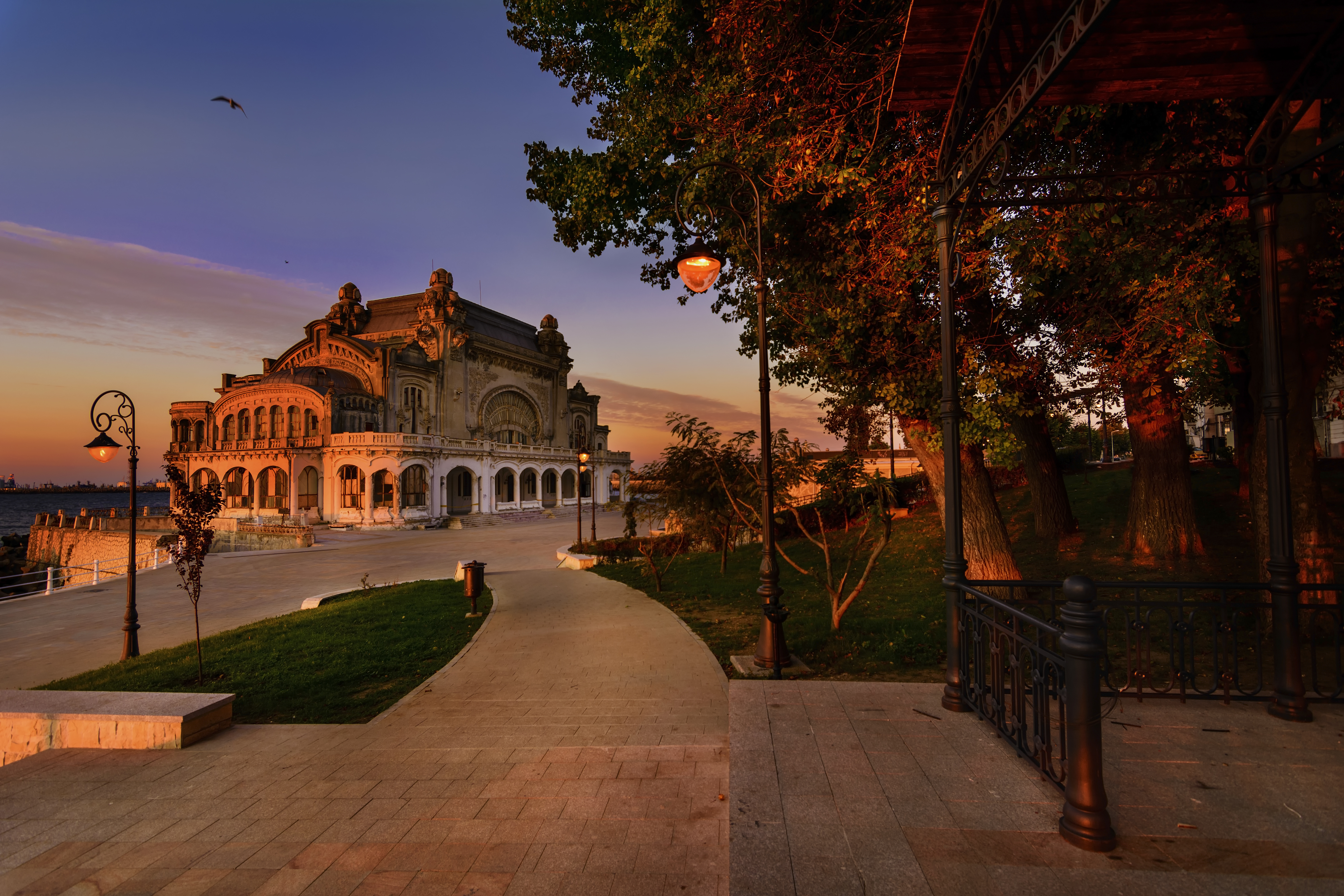
Cazinoul din Constanta privit din parte laterală, înainte de reabilitări.

Istoria cazinourilor în România a început, desigur, cu cele terestre. Primul cazinou terestru din România a fost construit la Vatra Dornei în anul 1898. Acel cazinou avea scopul de a distra clienții înaltei societăți, în special pe cei din Imperiul Austro-Ungar, veniți la băile din Vatra Dornei.
Cel mai notabil cazinou terestru al României este fără îndoială Cazinoul din Constanța, construit în 1910 tot pentru elita societății. Deși Partidul Comunist Român a interzis orice formă de jocuri de noroc (în afara loteriei deținută de stat), industria a fost repornită după Revoluția din 1989 și continuă până în ziua de astăzi.
Istoria jocurilor de noroc online din România este relativ recentă, cu prima licență de funcționare fiind acordată operatorului Netbet pe 1 Iulie 2016.Cu toate acestea, reglementările destinate jocurilor de noroc în spațiul online au fost adoptate cu câțiva ani înainte de înființarea ONJN.
Industria a crescut din 2016 până în ziua de astăzi, având în vedere că mai mulți investitori străini doreau să acceseze piața de jocuri de noroc odată ce aceasta s-a deschis.

## Legislație
Deși existau reglementări și legi bine stabilite pentru cazinourile din România, jocurile de noroc online erau într-o arie care avea nevoie de reglementări din partea statului. Ordonanța de Guvern nr. 77/2009 a fost prima reglementare de acest fel.
Această reglementare a conturat în mod clar definiția jocurilor de noroc online și a conturat drepturile și obligațiile operatorilor de jocuri de noroc online în România. Mai mult, a stabilit taxarea operatorilor de jocuri de noroc online. Această ordonanță este în strânsă legătură cu următoarea lege discutată, care aduce completări și o aprobă.
Legea jocurilor de noroc nr. 246/2010 a fost o lege care a aprobat Ordonanța de Guvern nr. 77 din 24 Iunie 2009, cu unele modificări care au definit mai bine jocurile de noroc care pot fi exploatate pe teritoriul României, cât și protecția minorilor împotriva jocurilor de noroc. Această lege a interzis circularea banilor prin alte modalități bancare decât cardul de debit sau de credit. Mai mult, această lege a încredințat cazinourilor metodele de securitate pentru clienți.
Deși aceste reglementări au fost cele care au definit jocurile de noroc online și au fost o bază pentru adăugările viitoare, se pot identifica și alte reglementări care au fost importante pentru industria jocurilor de noroc online.
De exemplu, una dintre cele mai importante a fost Ordonanța de Urgență nr. 92 din 29 decembrie 2014, care a definit ce înseamnă participantul la jocurile de noroc (fie ele online sau terestre), cu punctul principal pe faptul că un astfel de participant este o persoană de peste 18 ani. În același articol din această ordonanță, se menționează că se interzice participarea la jocurile de noroc persoanelor care nu au o carte de identitate valabilă asupra lor. Alte reglementări notabile din această ordonanță sunt obligațiile pe care operatorii le au în relație cu ONJN, inclusiv lista neagră a operatorilor care nu pot furniza servicii în mod legal, dar și accesul permanent și neîntrerupt la baza de date a cazinourilor online.

## Cazinouri online
În momentul de față, România are peste 30 de cazinouri licențiate de către ONJN. Structura acestora este similară la o primă vedere, toate având categorii de sloturi, pariuri sportive și jocuri clasice de noroc, precum ruletă, blackjack, etc. Toate oferă o gamă largă de oferte pentru clienții online, diversificate pentru toate tipurile de jucători și toate tipurile de preferințe în modul de joc.
Ofertele acordate de către cazinourile online licențiate din România sunt activate la o depunere pe platforma cazinoului sau doar la verificarea KYC a contului de jucător. Acestea sunt adesea supuse unor cerințe de rulaj și pot avea o valabilitate pe o perioadă determinată sau nedeterminată. Bonusurile sunt adesea oferite în rotiri gratuite la un anumit slot sau la mai multe, ori sunt oferite în bani, drept un anumit procent sau o sumă prestabilită din depunerea jucătorului. Unele oferte nu au la bază valută propriu-zisă, ci servicii sau obiecte (vacanțe, mașini, locuințe, etc.).
Toate cazinourile licențiate vor oferi măsuri de joc responsabil și de control pentru clienții săi. De altfel, vor avea un serviciu de asistență în cazul oricărei probleme apărute, inclusiv în cazul problemelor cu o eventuală dependență.
Deși există unele similarități între cazinourile online din România, fiecare are o tematică sau un avantaj aparte, aceste avantaje fiind reprezentate adesea prin oferte mai avantajoase pentru jucător sau prin gama de jocuri de pe platformă. Mai jos sunt prezentate nume populare în ceea ce privește cazinourile online din România.
Superbet este un operator licențiat din România popular în rândul jucătorilor. Acest cazinou a câștigat notorietate în România încă din anul 2008, având agenții terestre în multiple județe și fiind o agenție viabilă pentru a plasa pariuri sportive. Superbet a câștigat premii de excelență la nivel european în diverse ocazii, un exemplu notabil fiind cel mai important premiu din industrie în Europa Centrală și de Est, acesta fiind Best Overall Sports Betting Operator. Superbet a câștigat premiul menționat în 2017 și în 2018.
Netbet este de altfel un nume popular în industria cazinourilor online din România, activând pe această piață încă din anul 2006, iar din 2015 activează în mediul online al României, fiind unul dintre primele cazinouri online ale României. Acesta este bine cunoscut în mediul online pentru o gamă de sloturi extinsă, dar și pentru pariurile sportive de pe platformă. La nivel de extindere a cazinoului, acesta este prezent în mai multe țări, precum Marea Britanie, Germania, Japonia și multe altele.
Betano este un alt nume notabil din industria jocurilor de noroc online a României, acesta activând pe piața pariurilor sportive încă din anul 2004. Pe plan online, Betano oferă o platformă eficientă pentru pariuri sportive, jocuri de cazinou cu dealeri filmați în direct, dar și o multitudine de sloturi. Betano este unul dintre singurii operatori online din România care oferă deseori jucătorilor noi înregistrați un bonus fără depunere și fără rulaj, ceea ce înseamnă că retragerea câștigurilor nu este condiționată după revendicarea bonusului.
Alte nume populare, demne de menționat din cadrul industriei de cazinou online a României sunt Mr. Bit, Magic Jackpot, Winner și Maxbet.
Pentru a alege un cazinou online de încredere, dar și calitativ, clientul trebuie să ia în considerare unele aspecte importante pentru siguranța sa, însă și pentru a juca la un cazinou care este pe măsura așteptărilor sau preferințelor sale.
În primul rând, clientul va trebui întotdeauna să aleagă un cazinou online licențiat ONJN. Fără o licență ONJN, cazinoul respectiv nu operează într-un mod legal, astfel nu are credibilitate. Pentru a știi dacă un cazinou este licențiat, clientul trebuie să ajungă la sfârșitul paginii principale și să caute sigla ONJN, împreună cu numărul de licență desemnat operatorului. Altă modalitate este de a accesa site-ul https://onjn.gov.ro/ și de a căuta manual numele operatorului la secțiunea ”licențiați Clasa I”.
Alt detaliu care nu face referire la securitate, ci la preferințele jucătorului, este de a alege un cazinou care oferă un bonus de bun venit favorabil nevoilor sau dorințelor sale. Unele cazinouri nu au o ofertă de bonus fără depunere, cât alți operatori nu pot oferi un bonus pentru pariuri sportive, așa că este important ca jucătorul să fie informat înainte de a continua cu înregistrarea.

## Jocuri de noroc online
Există o gamă variată de jocuri de noroc la cazinourile online din România. Unii jucători preferă ruleta, cât alții sunt mai atrași de sloturile online.
Putem spune că pe lângă pariurile sportive, sloturile sunt printre cele mai preferate jocuri de noroc online din România. Jucătorii sunt adesea atrași de tematica diversificată, însă și de posibilitatea de a multiplica miza jucată chiar și de 5000 de ori. Preferințele jucătorilor sunt reflectate și în gama de jocuri oferită de către cazinourile online, întrucât majoritatea oferă peste 1000 de sloturi, un exemplu notabil fiind Mr. Bit, care are în gama sa peste 2600 sloturi disponibile în momentul de față.
Nu numai atât, jocurile care dispun de o transmisiune live sunt o preferință a jucătorilor online din România. De exemplu, jocurile de tip ruletă sunt la suprafață simple, având în vedere că jucătorul pariază pe numărul în care crede că se va opri bila, însă acesta este un joc popular în România și în multe alte țări pentru natura sa interactivă.
Un alt joc care a rezistat timpului este acela de blackjack. Deși este unul dintre cele mai populare jocuri de cazinou din lume, a început să prindă notorietate în România abia recent. Cei care joacă blackjack spun că îl joacă pentru că este profitabil și pentru că există strategii cu motivul de a câștiga mai mult din acesta.

## Performanța pieței
De când s-a înființat ONJN, în anul 2013, piața jocurilor de noroc online în România a fost într-o creștere constantă. La început, reglementările introduse erau un punct în minus pentru casele de pariuri străine care doreau să investească în domeniul jocurilor de noroc online. În timp, au început să fie introduse reglementări care să motiveze investiția în această industrie. Deși aceste reglementări s-au relaxat iar Guvernul României a fost nevoit să introducă anumite ordonanțe pentru a reglementa cazurile de dependentă, România încă este unul dintre liderii mondiali în ceea ce privește reglementarea juridică a jocurilor de noroc online.
Conform estimărilor recente, valoarea de piață a jocurilor de noroc online din România aproape s-a dublat din 2019 până în 2022, acest an fiind cel în care estimările duc valoarea pieței la 900 milioane EUR. Mai mult decât atât, în Ianuarie 2022, România a înregistrat aproape 17 milioane de utilizatori a serviciilor de jocuri de noroc online. Acest număr este aproximativ 88% din populația totală a României.
Estimările prezentate ne oferă certitudinea că piața jocurilor de noroc a României este în continuă creștere, fără să dea semne de stagnare în viitorul apropiat. În timp ce această piață crește iar tot mai mulți români devin clienți ocazionali sau fideli a cazinourilor, ONJN împreună cu casele de pariuri introduc noi modalități de a combate dependența față de jocurile de noroc, unele cazinouri având chiar limite zilnice obligatorii pentru sumele care pot fi rulate de către client. Tot mai multe case de pariuri străine aleg să se extindă pe piața României și să ofere servicii de jocuri de noroc online în propriul mod.  
Cu toate acestea, creșterea pieței jocurilor de noroc în România se confruntă și cu unele provocări, cum ar fi presiunea politică din partea unor partide. Un proiect de lege depus, cu aviz favorabil, este de a restricționa amplasarea cazinourilor terestre la 300 metri de școli sau parcuri.
În continuare, jocurile de noroc online nu ar trebui să fie afectate de această decizie, așa că este de așteptat o extindere constantă pe toate planurile.

## Probleme și controverse
În România, problema dependenței de jocurile de noroc nu era considerată o problemă majoră înainte de 2020. Desigur, aceasta exista, însă nu a devenit o problemă într-adevăr cunoscută de majoritatea românilor până după punctul culminant al pandemiei COVID-19. Jocurile de noroc online au căpătat o popularitate fără precedent în acea perioadă, operatorii devenind lideri și în ceea ce privește publicitatea, împreună cu farmaciile.
Lipsa de activități și anxietatea inevitabilă din acea perioadă s-au dovedit ca fiind problema, având în vedere că un studiu pe 920 de oameni a arătat că un nivel ridicat de anxietate sau depresie poate duce la dependență de jocuri de noroc online.
Totuși, ONJN a introdus noi reglementări care să ofere jucătorilor suficiente resurse pentru a putea preveni jocul iresponsabil, iar acestea sunt în general programe mai bine organizate de control în cadrul cazinourilor.
Nu numai atât, măsurile de protecție destinate consumatorilor nu sunt limitate la prevenirea dependenței, ci și la menținerea siguranței online. În primul rând, toți operatorii de jocuri de noroc online din România au un site cu un certificat SSL, ceea ce înseamnă că datele și acțiunile utilizatorilor în cadrul site-ului respectiv sunt criptate. Astfel, acestea nu pot fi vizualizate de către o sursă externă. Mai mult, guvernul obligă toate cazinourile licențiate să ofere câștigurile cuvenite jucătorilor și continuă să actualizeze lista cu cazinourile fără licență, care trebuie evitate.

## Reglementare

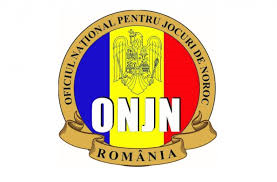
Sigla Oficiului Național pentru Jocuri de Noroc

Reglementarea industriei jocurilor de noroc online din România este efectuată de către Guvernul României prin Oficiul Național pentru Jocuri de Noroc. Mai mult decât atât, având în vedere că operatorii jocurilor de noroc online prelucrează date cu caracter personal, aceștia primesc reglementări relevante încă din anul 2005 și din partea Autorității Naționale de Supraveghere a Prelucrării Datelor cu Caracter Personal. De altfel, legea privind prelucrarea datelor cu caracter personal din 2018 a fost de o importanță critică pentru securitate sporită în cadrul cazinourilor.
Desigur, având în vedere că ONJN obligă operatorii online să-și deschidă firme pe spatiul României pentru a putea opera, jucătorii sunt protejați și de către Autoritatea Națională pentru Protecția Consumatorului, în cazul unor eventuale litigii.

## Viitor
Industria jocurilor de noroc online este încă într-o creștere continuă. De la începuturile în care operatorii de jocuri de noroc online erau reticenți de a începe afacerile pe teritoriul României din cauza restricțiilor, la 6 operatori noi pe piață doar în anul 2021.Popularitatea jocurilor de noroc online rămâne una ridicată în România, iar reglementările aduse continuu sunt relativ benefice, întrucât tot mai mulți jucători aleg să parieze responsabil.
Așadar, este de așteptat ca majoritatea cazinourilor să se concentreze pe jocurile de noroc online decât pe cele terestre, în special cu noile reglementări guvernamentale privind agențiile de jocuri de noroc.